# Judy Mowatt
Judy Mowatt (Judith Veronica Mowatt) es una cantante solista, autora y compositora jamaicana de música reggae principalmente. Formó parte del trío reggae "The I Threes". 
Distinguida Officer of the Order of Distinction de Jamaica por sus servicios a la música en 1999.

## Biografía y carrera musical
Judy Mowatt nació en 1952 en Gordon Town, parroquia de Saint Andrew, Jamaica. 
Durante su infancia cantaba en coros de iglesia y  en su adolescencia se unió a una tropa de baile con la que recorrió Jamaica y otras islas del Caribe.
En 1967 forma las Gaylettes junto con Beryl Lawson y Merle Clemenson, a las que había conocido en la tropa de baile. La formación se separará en 1970.
A principios de los 70, Mowatt saca varios sencillos como solista, a menudo bajo los seudónimos de Jean, June, Julianne,  encontrando el éxito con I Shall Sing, que se clasifica número 1 de ventas en Jamaica. 
Funda entonces su propia compañía discográfica, el label, Ashandan. Su primer álbum, Mellow Mood, sale en 1975.
Escribe y produce la mayor parte del álbum Black Woman (1980), en colaboración con el reconocido artista jamaiquino Freddie McGregor, con quien además mantuvo una relación sentimental, de la cual nace su hija Yashemabeth McGregor. 
La canción Joseph, que se desprende de este álbum, fue dedicada en vida a Bob Marley, al creer que el músico jamaiquino era la reencarnación del personaje bíblico del antiguo testamento, José.  
Este LP está considerado por muchos críticos como uno de los mejores álbumes de reggae. Black Woman es el primer álbum de reggae grabado por una mujer que ejerce como productora propia.
También fue la primera mujer en ser nominada a un Grammy Awards en la categoría de música reggae con la nominación de su álbum Working Wonders en 1985. 
En 1974, cuando Peter Tosh y Bunny Wailer abandonan The Wailers, se une a la banda de Bob Marley junto con Rita Marley y Marcia Griffiths, formando el trío "the I Threes". Las I Threes trabajarán haciendo los coros para Marley tanto en estudio de grabación como sobre el escenario hasta la muerte de éste.
Colaboró en el álbum de Groundation "A Miracle", que salió el 21 de octubre de 2014.
Después de muchos años de haber sido una mujer devota al rastafarismo como miembro de las 12 Tribus de Israel, se convierte al cirstianismo. Actualmente canta música Góspel.
En 1999 fue nombrada "Oficial de la Orden de Distinción" por el Gobierno de Jamaica por sus servicios y su contribución al mundo de la música.

## Discografía

### Álbumes
- 1975 : Mellow Mood (Tuff Gong)
- 1980 : Black Woman (Shanachie)
- 1982 : Only ha Woman (Shanachie)
- 1985 : Working Wonders (Shanachie)
- 1987 : Love Is Overdue (Shanachie)
- 1991 : Look at Love  (Shanachie)
- 2001 : We Shall Sing [The Gaylettes featuring Judy Mowatt] (Westside)
- 2003 : Sing Our Own Song (Shanachie)

The I Threes
- 1986 Beginning  (Tuff Gong/EMI) - con Rita Marley y Marcia Griffiths, acreditado a las 'I-Three'

The Gaylettes
- 2001 We Shall Sing Girl Group Rocksteady, Reggae And Soul 1967-73 (Westside) (recopilación)

- 2016 Rescue Me (1967-1973) (Roots Reggae Library) (recopilación)